# Francisco I. Madero (västra Las Choapas kommun)
Francisco I. Madero är en ort i Mexiko.   Den ligger i kommunen Las Choapas och delstaten Veracruz, i den sydöstra delen av landet, 600 km öster om huvudstaden Mexico City. Francisco I. Madero ligger 43 meter över havet och antalet invånare är 355.
Terrängen runt Francisco I. Madero är platt åt sydost, men åt nordväst är den kuperad. Runt Francisco I. Madero är det ganska glesbefolkat, med 29 invånare per kvadratkilometer. Närmaste större samhälle är Nueva Tabasqueña, 13,9 km öster om Francisco I. Madero. Omgivningarna runt Francisco I. Madero är en mosaik av jordbruksmark och naturlig växtlighet.